# Sonic Drive-In

Das Logo der Kette.

Sonic Corporation, gegründet als Sonic Drive-In und besser bekannt als Sonic (geschrieben als SONIC) oder „The Drive-In“, ist eine US-amerikanische Drive-In-Fast-Food-Kette im Besitz von Inspire Brands, der Muttergesellschaft von Arby’s, Dunkin’ Donuts, Buffalo Wild Wings und anderen. Inspire Brands wiederum gehört dem Private-Equity-Investmentunternehmen Roark Capital.

## Geschichte
Sonic wurde von Troy N. Smith Sr. gegründet und eröffnete 1953 seinen ersten Standort unter dem Namen Top Hat Drive-In. Nach dem Zweiten Weltkrieg kehrte Sonic-Gründer Troy N. Smith Sr. in seine Heimatstadt Seminole, Oklahoma, zurück, wo er als Milchmann angestellt wurde. Er beschloss, Brot auszuliefern, weil Brot leichter als Milch ist. Bald darauf kaufte Smith das Cottage Cafe, ein kleines Restaurant in Shawnee, Oklahoma. Danach verkaufte er es und eröffnete am Rande der Stadt einen Fast-Food-Service, Troy's Pan Full of Chicken. Im Jahr 1953 kaufte Smith zusammen mit einem Geschäftspartner ein fünf Hektar großes Grundstück mit einem Blockhaus und einem begehbaren Root-Beer-Stand namens „Top Hat“.

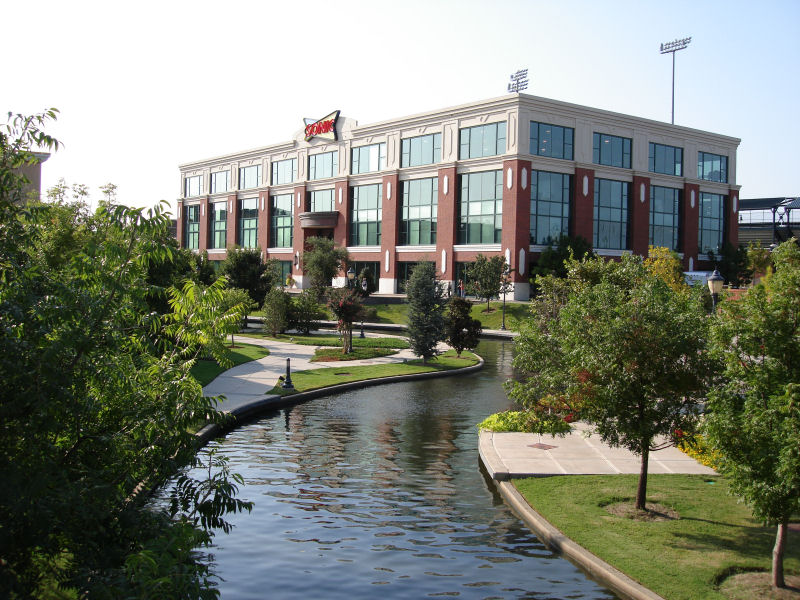
Der Hauptsitz des Fast-Food-Anbieters.

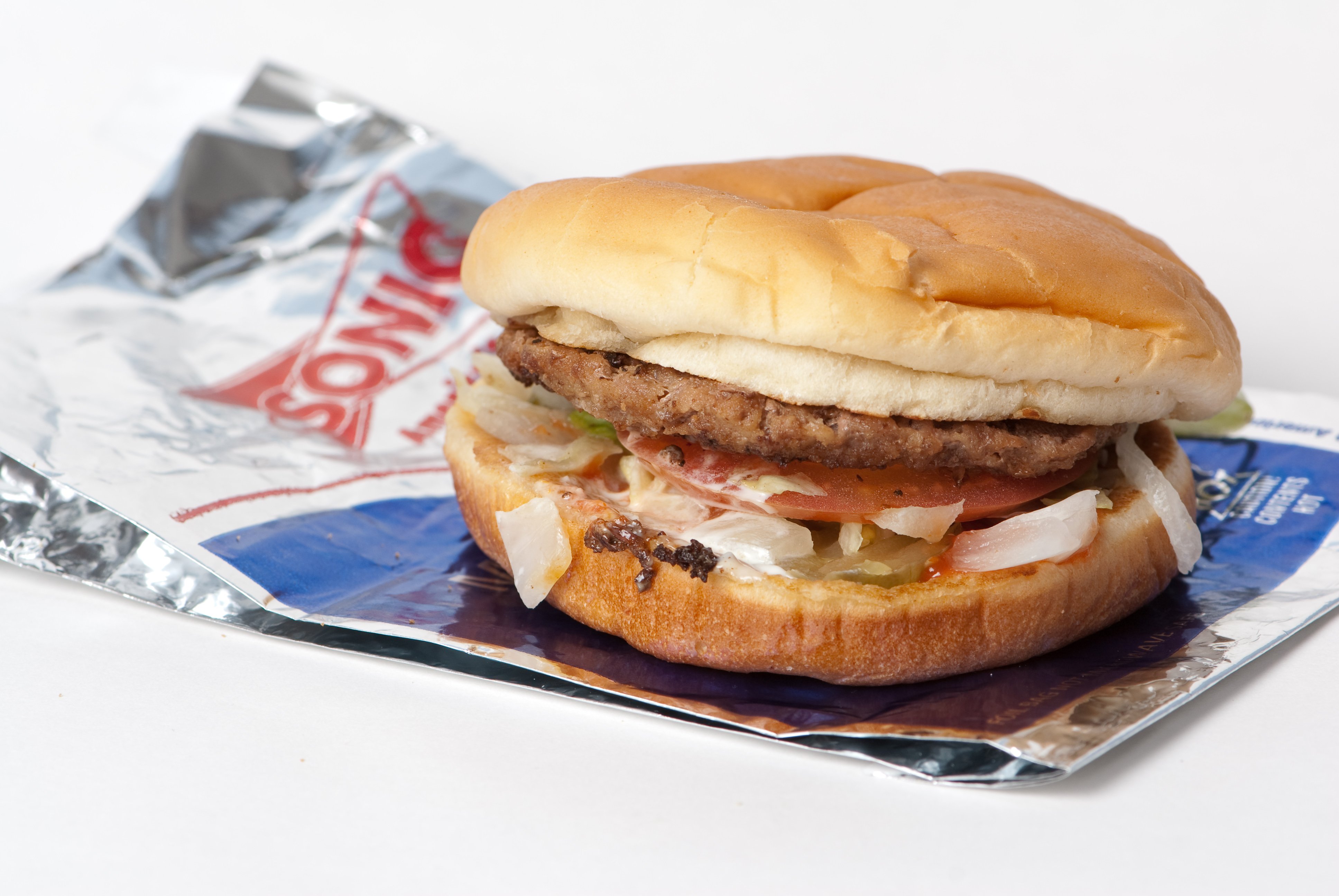
Der Junior Deluxe Burger, der in Filialen von Sonic Drive-In verkauft wird.

Die beiden betrieben den Root-Beer-Stand weiter und bauten das Blockhaus in ein Steakrestaurant um. Als Smith feststellte, dass der Stand für den Verkauf von Root Beer, Hamburgern und Hot Dogs durchschnittlich 700 US-Dollar pro Woche einbrachte, beschloss er, sich auf den profitableren Root Beer-Stand zu konzentrieren. Er kaufte seinen Geschäftspartner auf. Ursprünglich parkten die Kunden von Top Hat ihre Autos irgendwo auf dem Kiesparkplatz und gingen dorthin, um Bestellungen aufzugeben. In Louisiana sah Smith ein Autokino, in dem über Lautsprecher bestellt wurde. Er vermutete, dass er seinen Umsatz steigern könnte, indem er die Parkplätze kontrollierte und die Kunden über Lautsprecher an ihren Autos bestellen ließ und Carhops das Essen zu den Autos lieferten. Smith lieh sich mehrere Autos von einem Freund, der einen Gebrauchtwagenparkplatz besaß, um einen Plan für kontrollierte Parkplätze zu erstellen. Er ließ auch einige sogenannte „Jukebox-Boys“ eine Gegensprechanlage auf dem Parkplatz verkabeln. Der Umsatz verdreifachte sich sofort.
Charles Woodrow Pappe, ein Unternehmer, sah das Shawnee-Autokino und war beeindruckt. Smith und er verhandelten 1956 per Handschlag über den ersten Franchise-Standort in Woodward, Oklahoma. Bis 1958 wurden zwei weitere Drive-Ins gebaut, in Enid und Stillwater. Als Smith und Pappe erfuhren, dass der Name Top Hat bereits markenrechtlich geschützt war, änderten sie 1959 den Namen in Sonic. Der neue Name passte zu ihrem bestehenden Slogan „Service with the Speed of Sound“. Nach der Namensänderung wurde das erste Sonic-Schild im Stillwater Top-Hat Drive-In angebracht. Dies war der erste von drei Sonics in Stillwater. Das ursprüngliche Sonic mit dem ersten Schild wurde im Mai 2015 abgerissen und renoviert. 2023 gab es 3.549 Standorte in den Vereinigten Staaten.
Sonic ist für den Einsatz von Carhops auf Rollschuhen bekannt und veranstaltet (an den meisten Standorten) jährlich einen Wettbewerb, um den besten Skating-Carhop im Unternehmen zu ermitteln.

## Produkte
Zu den Kernprodukten des Unternehmens gehören „Chili Cheese Coney“, „Sonic Cheeseburger Combo“, „Sonic Blasts“, „Master Shakes“ und „Wacky Pack Kids Meals“. Das Unternehmen bietet auch Frühstück wie z. B. Toaster-Sandwiches als Menü an. Sonics Klassische Menüs besteht aus Hamburgern und Pommes frites sowie Zwiebelringen, Corn Dogs und Chili Dogs. Zu den Getränkeoptionen gehören alkoholfreie Getränke, Slushes und Milchshakes.
Kunden können verschiedene Getränke und Geschmacksrichtungen kombinieren, um Tausende möglicher Getränkekombinationen zu kreieren. Zu den Eisdesserts gehören Eisbecher und Floats. Bei einem Standard-Sonic Drive-In fährt ein Kunde in einen überdachten Drive-In-Stand, bestellt über eine Gegensprechanlage und lässt sich das Essen von einem Carhop liefern. Die meisten Drive-Ins verfügen auch über Sitzgelegenheiten auf der Terrasse und viele verfügen über Durchfahrtsspuren.

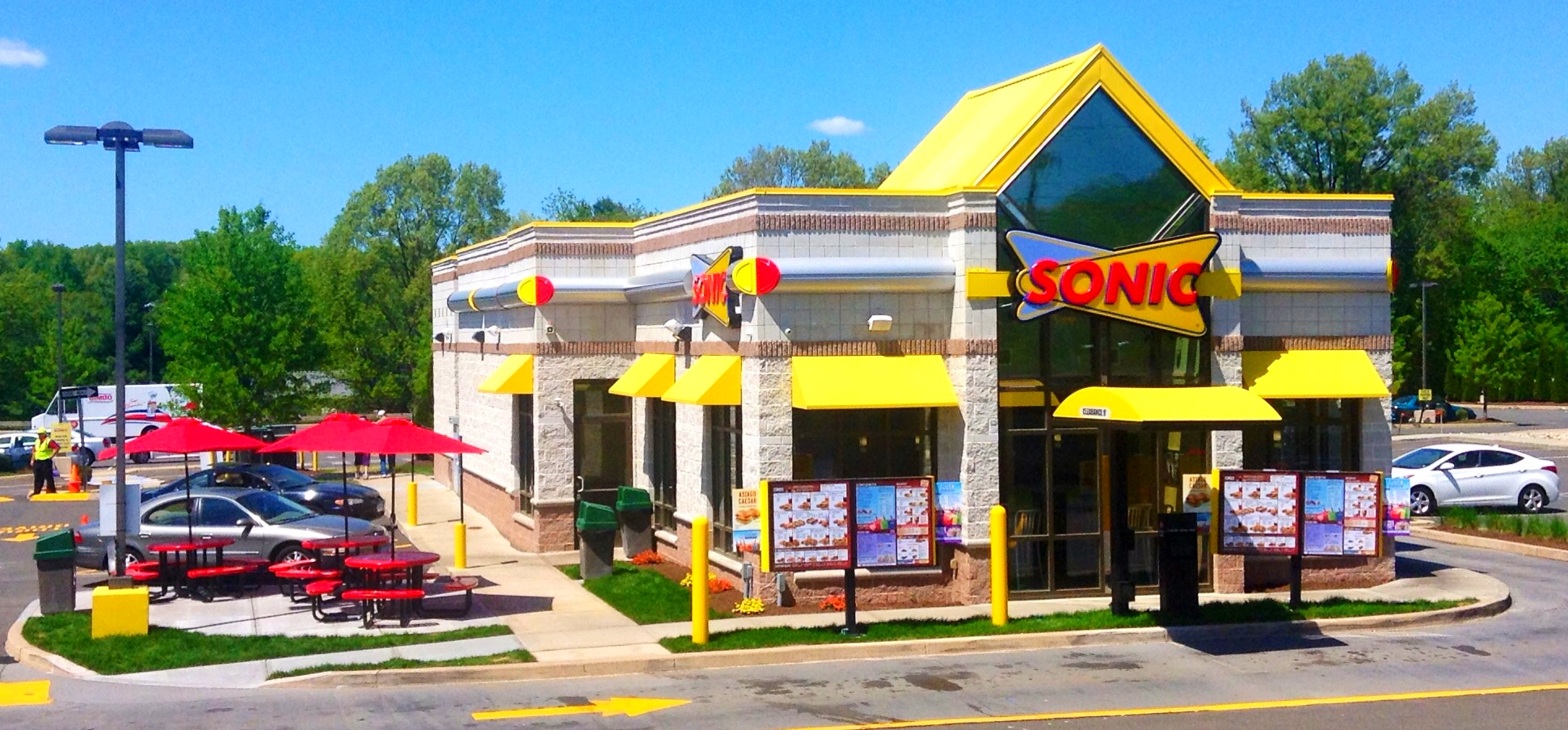
Eine Filiale von Sonic Drive-In.